# Вулиця Шевченка (Умань)
Ву́лиця Шевче́нка — вулиця в Умані. Колишня назва — вулиця Стара.

## Розташування
Починається від вулиці Садової на південному сході біля дитячої поліклініки. Простягається на північний захід та північ на 1,1 км до кола на вулиці Тищика біля автовокзалу. Вулицю перетинають 4 вулиці, до неї примикають ще 2.

## Опис
Вулиця неширока, по 1 смузі руху в кожен бік. Має 1 вигин біля міського будинку вчителя.

## Походження назви
Вулиця названа на честь українського письменника та поета Тараса Григоровича Шевченка.

## Будівлі
По вулиці розташовані міська та дитяча лікарні, поліклініка, шкірвендиспансер, будинок вчителя, ЄУФІМБ, автошкола.

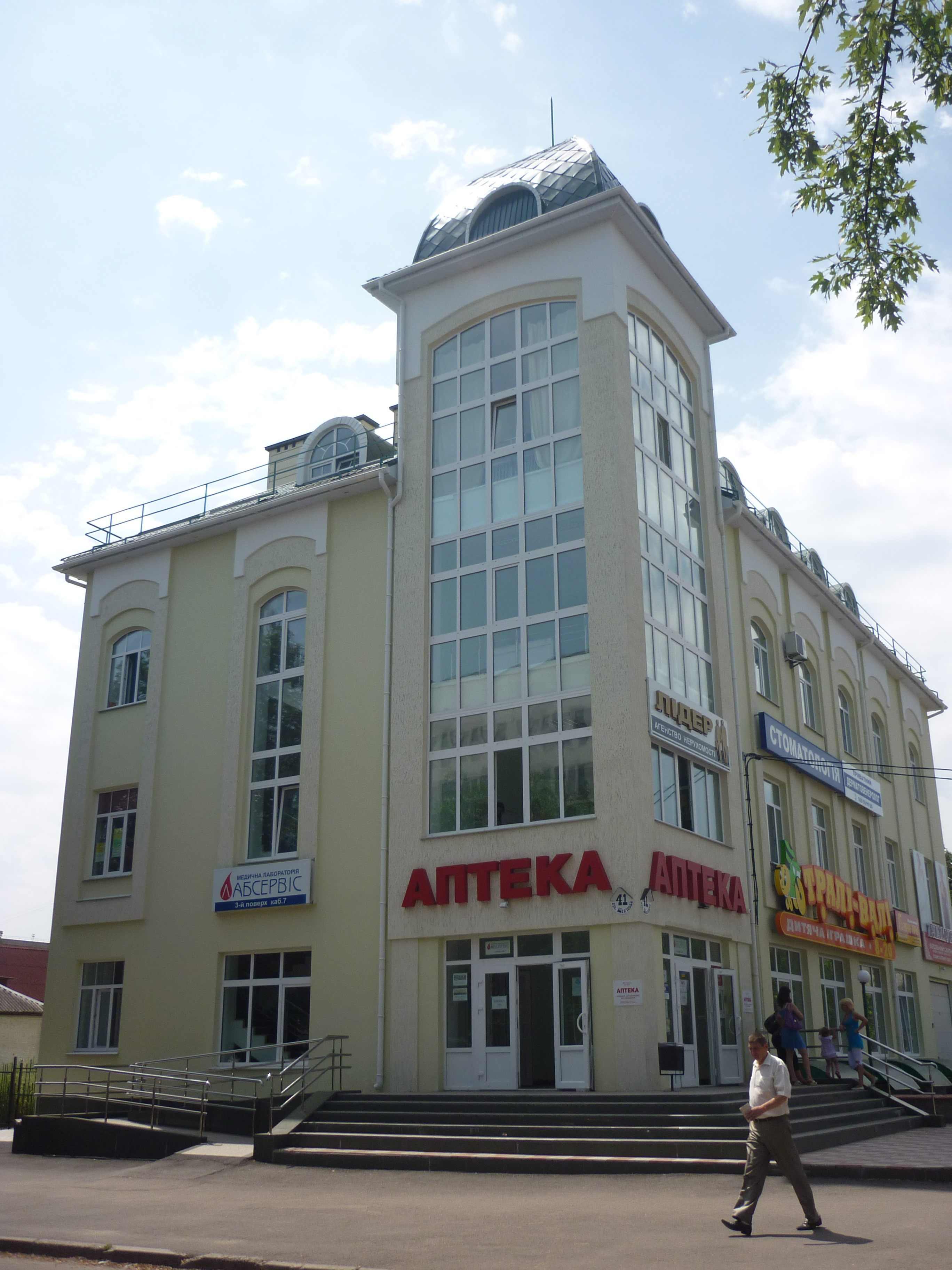
Сучасна архітектура
Уманська міська поліклініка
Уманська міська дитяча лікарня
Уманська автошкола

| Умань | Це незавершена стаття про Умань. Ви можете допомогти проєкту, виправивши або дописавши її. |